# Tweede Kamerverkiezingen in het kiesdistrict Franeker (1888-1918)

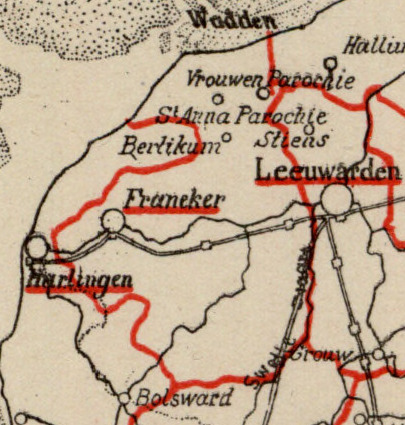
Kiesdistrict Franeker (1888)

Tweede Kamerverkiezingen in het kiesdistrict Franeker (1888-1918) geeft een overzicht van verkiezingen voor de Nederlandse Tweede Kamer in het kiesdistrict Franeker in de periode 1888-1918.
Het kiesdistrict Franeker was eerder ingesteld geweest in de periode 1848-1850. Het kiesdistrict werd opnieuw ingesteld na de grondwetsherziening van 1887. Tot het kiesdistrict behoorden de volgende gemeenten: Baarderadeel, het Bildt, Franeker, Franekeradeel, Hennaarderadeel en Menaldumadeel.
Legenda
- cursief: in de eerste verkiezingsronde geëindigd op de eerste of tweede plaats, en geplaatst voor de tweede ronde;
- vet: gekozen als lid van de Tweede Kamer.

## 6 maart 1888
De verkiezingen werden gehouden na vervroegde ontbinding van de Tweede Kamer.
|                  | 6 maart | 20 maart |
| ---------------- | ------- | -------- |
| Kiesgerechtigden | 3.742   | 3.742    |
| Opkomst          | 3.101   | 3.423    |
| Geldige stemmen  | 3.090   | 3.409    |
| Blanco stemmen   | 6       | 7        |
| Kandidaten       |         |          |
| F. Lieftinck     | 1.351   | 1.896    |
| L.W. de Vries    | 1.342   | 1.511    |
| V. Bruinsma      | 376     |          |

## 9 juni 1891
De verkiezingen werden gehouden na ontbinding van de Tweede Kamer.
|                  | 9 juni | 23 juni |
| ---------------- | ------ | ------- |
| Kiesgerechtigden | 3.691  | 3.691   |
| Opkomst          | 3.086  | 3.348   |
| Geldige stemmen  | 3.075  | 3.323   |
| Blanco stemmen   | 7      | 19      |
| Kandidaten       |        |         |
| F. Lieftinck     | 1.284  | 1.796   |
| P. van Vliet     | 1.011  | 1.527   |
| V. Bruinsma      | 636    |         |
| J.F.H. Bekhuis   | 131    |         |

## 10 april 1894
De verkiezingen werden gehouden na vervroegde ontbinding van de Tweede Kamer.
|                  | 10 april |
| ---------------- | -------- |
| Kiesgerechtigden | 3.591    |
| Opkomst          | 2.18     |
| Geldige stemmen  | 2.150    |
| Blanco stemmen   | 32       |
| Kandidaten       |          |
| F. Lieftinck     | 1.315    |
| A. Brummelkamp   | 806      |

## 15 juni 1897
De verkiezingen werden gehouden na ontbinding van de Tweede Kamer.
|                  | 15 juni | 25 juni |
| ---------------- | ------- | ------- |
| Kiesgerechtigden | 5.651   | 5.651   |
| Opkomst          | 3.822   | 4.484   |
| Geldige stemmen  | 3.681   | 4.437   |
| Blanco stemmen   | 141     | 47      |
| Kandidaten       |         |         |
| F. Lieftinck     | 1.273   | 2.476   |
| H. Kamstra       | 1.098   | 1.961   |
| Z. Middelkoop    | 778     |         |
| L.W. de Vries    | 532     |         |

## 14 juni 1901
De verkiezingen werden gehouden na ontbinding van de Tweede Kamer.
|                  | 14 juni | 27 juni |
| ---------------- | ------- | ------- |
| Kiesgerechtigden | 6.226   | 6.226   |
| Opkomst          | 5.377   | 5.359   |
| Geldige stemmen  | 5.348   | 5.339   |
| Blanco stemmen   | 29      | 20      |
| Kandidaten       |         |         |
| F. Lieftinck     | 1.668   | 3.007   |
| J.P. Vergouwen   | 2.153   | 2.332   |
| P.J. Troelstra   | 1.527   |         |

## 16 juni 1905
De verkiezingen werden gehouden na ontbinding van de Tweede Kamer.
|                  | 16 juni | 28 juni |
| ---------------- | ------- | ------- |
| Kiesgerechtigden | 7.669   | 7.669   |
| Opkomst          | 6.921   | 7.166   |
| Geldige stemmen  | 6.880   | 7.122   |
| Blanco stemmen   | 41      | 44      |
| Kandidaten       |         |         |
| P.L. Tak         | 2.170   | 3.943   |
| J. Ankerman      | 2.880   | 3.179   |
| F. Lieftinck     | 1.830   |         |

## 2 oktober 1907
Pieter Tak, gekozen bij de verkiezingen van 16 en 28 juni 1905, overleed op 26 augustus 1907. Om in de ontstane vacature te voorzien werd een tussentijdse verkiezing gehouden.
|                   | 2 oktober | 15 oktober |
| ----------------- | --------- | ---------- |
| Kiesgerechtigden  | 7.514     | 7.514      |
| Opkomst           | 6.436     | 6.409      |
| Geldige stemmen   | 6.393     | 6.356      |
| Blanco stemmen    | 43        | 53         |
| Kandidaten        |           |            |
| W.P.G. Helsdingen | 2.326     | 3.340      |
| J. van der Molen  | 2.594     | 3.016      |
| A. van Raalte     | 1.473     |            |

## 11 juni 1909
De verkiezingen werden gehouden na ontbinding van de Tweede Kamer.
|                    | 11 juni | 23 juni |
| ------------------ | ------- | ------- |
| Kiesgerechtigden   | 8.043   | 8.043   |
| Opkomst            | 6.907   | 7.056   |
| Geldige stemmen    | 6.868   | 7.023   |
| Blanco stemmen     | 39      | 33      |
| Kandidaten         |         |         |
| W.P.G. Helsdingen  | 2.503   | 3.673   |
| C.E. van Koetsveld | 2.974   | 3.350   |
| A. Rauwerda        | 1.391   |         |

## 17 juni 1913
De verkiezingen werden gehouden na ontbinding van de Tweede Kamer.
|                   | 17 juni | 25 juni |
| ----------------- | ------- | ------- |
| Kiesgerechtigden  | 8.523   | 8.523   |
| Opkomst           | 7.332   | 7.559   |
| Geldige stemmen   | 7.274   | 7.513   |
| Blanco stemmen    | 58      | 46      |
| Kandidaten        |         |         |
| W.P.G. Helsdingen | 2.971   | 4.338   |
| A. Colijn         | 2.795   | 3.175   |
| W.J.C. van Santen | 1.509   |         |

## 15 juni 1917
De verkiezingen werden gehouden na ontbinding van de Tweede Kamer.
|                   | 15 juni |
| ----------------- | ------- |
| Kiesgerechtigden  | 8.864   |
| Opkomst           | 3.092   |
| Geldige stemmen   | 3.058   |
| Blanco stemmen    | 34      |
| Kandidaten        |         |
| W.P.G. Helsdingen | 2.670   |
| L. de Baan        | 388     |

## Opheffing
De verkiezing van 1917 was de laatste verkiezing voor het kiesdistrict Franeker. In 1918 werd voor verkiezingen voor de Tweede Kamer overgegaan op een systeem van evenredige vertegenwoordiging met kandidatenlijsten van politieke partijen.